# 张处球
张处球（9世纪—922年），又名王处球，中国五代十国时期成德军节度使张文礼子，张处瑾弟。
张文礼本为依附前晋的成德军节度使王镕养子，名王德明，天祐十八年（921年）弑王镕夺位并恢复本名。同年，因他私通后梁，八月，晋王李存勖讨伐成德军，张文礼在病中惊惧而死，其子张处瑾、张处球秘不发丧，军府内外都不知道，每日于寝宫问安。张处瑾继任，次年三月后，张处球夺其权，成为成德军的实际领导。
七月，张处球从九门出兵接应粮食，负责讨伐成德军的晋北面招讨使李嗣昭在旧营寨设伏，等成德军到后，伏兵发作，将其全歼；只剩三人藏在墙壁废墟间，射中李嗣昭脑部，李嗣昭拔箭回射死一人后回营，当夜伤重而死。观察支使任圜代领李嗣昭军，号令严肃。
李存进代为招讨，进军东垣渡，夹滹沲河设立营寨。九月，晋骑兵进军攻打镇州，张处球聚集镇州城中七千步兵（或作千余、数千、万人），在晋军早晨出去割草放牧时乘李存进不备，突然到东垣渡急攻晋军寨门，与进军的晋骑兵没有遭遇。李存进惶骇中引十余人在桥上与其交战，将成德军赶到桥下，但成德军大批杀到，李存进后军不继，血战阵亡。成德军进逼，任圜率骑军赶到断成德军后路，在前后夹击下，成德军大败，七千步兵遭全歼。
张处球等闭城坚守，一时不可攻下，任圜数次向镇州人告谕祸福，镇州人相信他。任圜曾拥兵到城下，张处球登城呼喊：“城中兵和粮食都没有了，又长期对抗王师，如果泥首（以泥涂首，表示自辱服罪。后指顿首至地）归服，担心无以塞责（谦辞，指对自己应尽的责任敷衍了事），希望您同情，指条生路。”任圜说：“以你的先人的所为，当然难以宽恕，但罚不及嗣，儿子可从轻。怎奈你拒守一年，伤了我军大将，困竭了才表忠，以此判断，你也难免了。但是坐而待毙与伏而俟命（趴在地上乞求饶命）相比又如何？”张处球哭道：“您说得对！”于是派儿子和牙将张彭送状乞求投降，人们都说任圜之言不欺。
李存勖又以蕃汉马步总管李存审为北面招讨使攻镇州。同月，成德军将李再丰秘密降晋，其子李冲秘密将绳子投到城下接晋军入城，晋各路军登城，天亮后全部入城，于是平定镇州，擒获张处球、张处瑾和他们的弟弟张处琪及他们的母亲及同伙高濛、李翥、齐俭等，都打断腿送到行台，并应镇州人请求，把他们制成肉酱给镇州人吃了；又挖出张文礼的尸体，在闹市车裂。晋军献捷于李存勖。李存审以功加检校太傅、兼侍中。
镇州城破后，张处球虽被杀，但镇州吏民因为曾经乞降而得以保其家族的很多。

## 传记资料
- 《旧五代史》卷62 唐书三十八 列传十四
- 《新五代史》卷三十九 雜傳第二十七